# نیمیاس کوئتا
نیمیاس کوئتا (انگلیسی: Neemias Queta؛ زادهٔ ۱۳ ژوئیهٔ ۱۹۹۹) بازیکن بسکتبال اهل پرتغال است.
وی در مسابقات کشوری و بین‌المللی در مجموع برندهٔ ۱ مدال طلا شده‌است.